# ウジェーヌ・グラッセ

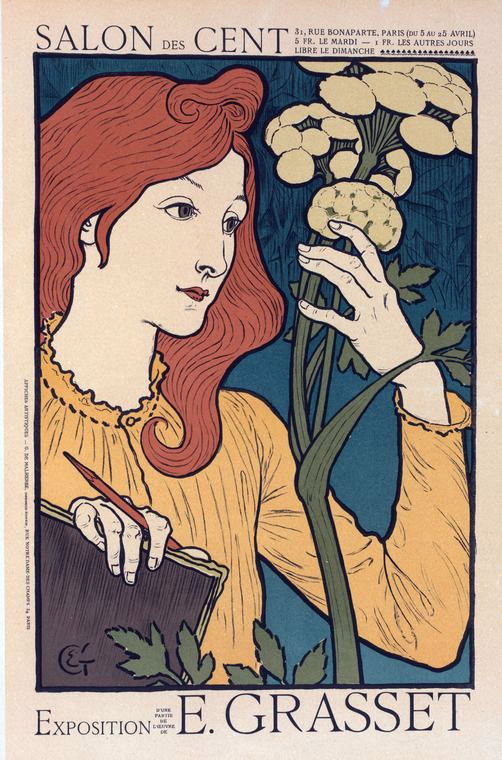
グラッセ『Exposition Eugène Grasset au Salon des Cent（サロン・デ・サンのウジェーヌ・グラッセ展）』のポスター。パリ、装飾芸術美術館

ウジェーヌ・グラッセ（Eugène Grasset, 1845年5月25日 - 1917年10月23日）は、スイスの装飾芸術家。ベル・エポックの期間、フランスのパリで、さまざまなデザイン分野で活躍した。彼はアール・ヌーヴォーの先駆者と考えられている。

## 生涯
ウジェーヌ・サムエル・グラッセ（Eugène Samuel Grasset）はスイスのローザンヌで生まれた。生まれた年は一説には1841年とも言われている。父親が飾り棚のデザイナー・制作者、彫刻家だったので、美術的な環境で育った。フランソワ・ボション（1828年 - 1890年）の下で絵を学び、1861年には建築の勉強をするためにチューリッヒに行った。卒業後、エジプトを訪問。この時の経験が、後に彼が描くことになるポスター・デザインに反映されることになる。さらに彼は日本美術のファンで、これもまた彼のデザインに影響を与えた。1869年から1871年にかけて、グラッセはローザンヌで絵と彫刻の仕事をしていたが、1871年にパリに移った。そこで家具、タペストリー、陶器、宝石のデザインをした。彼の美しい芸術装飾品は、象牙や金といった高価な素材を絶妙に組み合わせて作ったものだった。彼の作品がアール・ヌーヴォーの様式とパターンの基礎を築いたと考えられている。

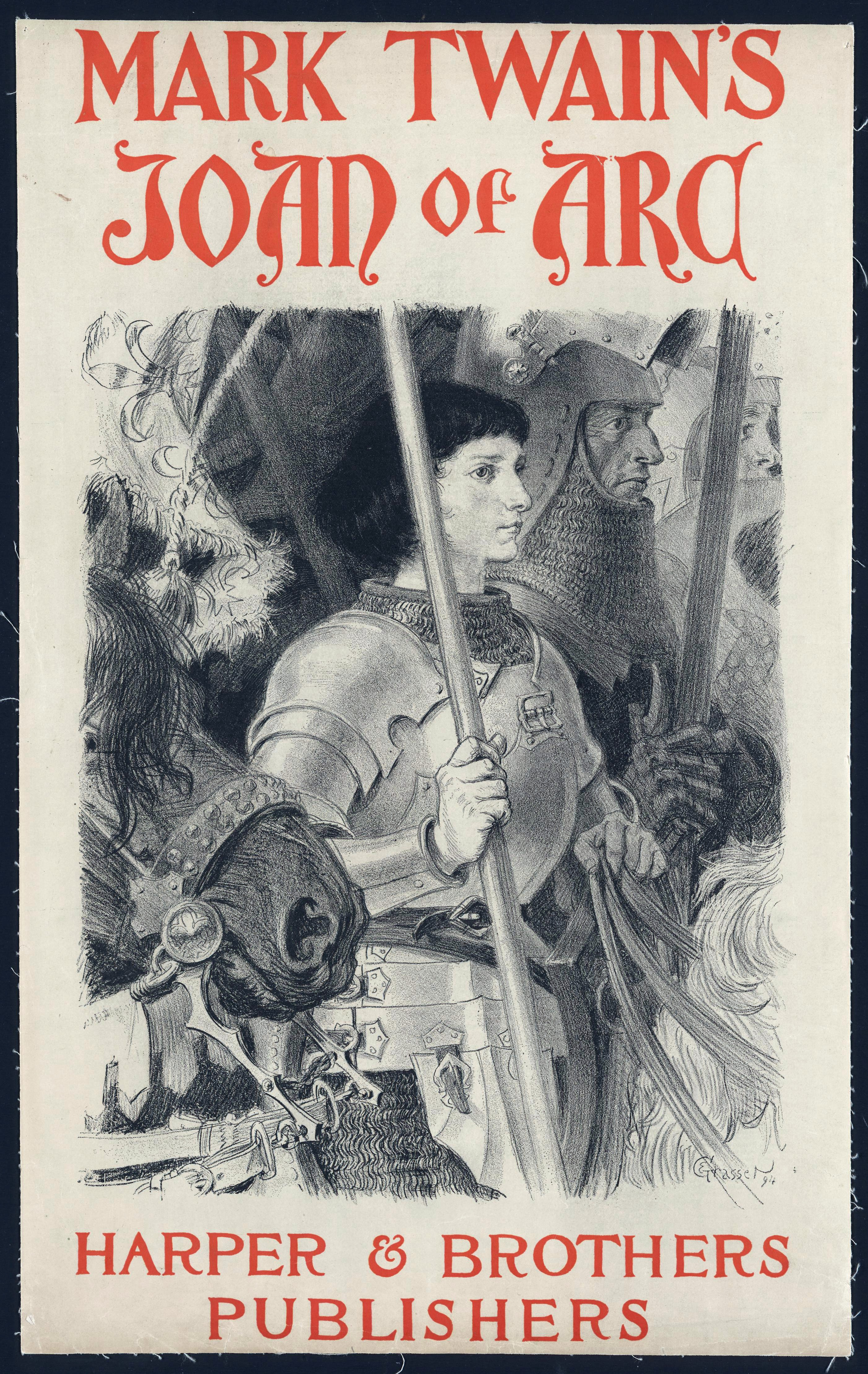
グラッセ『Mark Twain's Personal Recollections of Joan of Arc』のポスター

1877年、グラッセはグラフィック・デザイナーに転身し、金になる作品、たとえば絵葉書や、さらにはフランス、スイス両国の切手などを作るようになった。しかし、速やかに彼の牙城になったのはポスター・アートだった。彼の作品のいくつかは装飾芸術美術館の一部を占め、その中に彼のリトグラフ『Jeanne d'Arc Sarah Bernhardt（サラ・ベルナール主演ジャンヌ・ダルク）』がある。1890年、彼は辞書出版社ラルース社の辞書プチ・ラルースが使う、タンポポの種を飛ばす女性を表した『Semeuse（スムーズ）』のロゴをデザインした。
フランスのポスターがアメリカで評判になり、アメリカの何社かがグラッセに連絡をしてきた。1880年代、彼はアメリカからの最初の仕事を受けた。グラッセが表紙を描いたハーパーズ・マガジン社の1892年のクリスマス号は大成功となった。1894年には、センチュリー・マガジン社が自社で出版していたナポレオン・ボナパルトの連作伝記の宣伝のために、『Wooly Horse（羊毛の馬）』と『The Sun of Austerlitz（アウステルリッツの太陽）』を描いた。『Wooly Horse』の絵は有名になり、ルイス・カムフォート・ティファニーがステンドグラスに再創造したほどだった。アメリカでのグラッセの仕事は、アール・ヌーヴォーがアメリカ美術に普及する道を開いた。

19世紀の終わりに、グラッセはパリの「エコール・ゲラン」と「エコール・エスティエンヌ」でデザインを教えるために雇われた。教え子の中には、モーリス・ピヤール・ベルヌーイ、アウグスト・ジャコメッティ、ポール・ベルトン、オットー・エルンスト・シュミットらがいた。1900年のパリ万国博覧会では、「G・ペイニョ・エ・フィル」（フランスのタイポグラフィ工房）が、グラッセが1898年にいくつかのポスターに使うためデザインしたイタリック書体を紹介した。
グラッセは1917年、パリの南西にあるオー＝ド＝セーヌ県ソーで亡くなった。